# La lunga valle verde
La lunga valle verde (Daniel Boone, Trail Blazer) è un film del 1956 diretto da Albert C. Gannaway e Ismael Rodríguez.
È un western statunitense ambientato in Kentucky nel 1775 con Bruce Bennett (che interpreta Daniel Boone), Lon Chaney Jr., Faron Young e Kem Dibbs.

## Produzione
Il film, diretto da Albert C. Gannaway e Ismael Rodríguez su una sceneggiatura di Tom Hubbard e John Patrick, fu prodotto da Albert C. Gannaway tramite la Albert C. Gannaway Productions e girato negli Estudios Churubusco di Città del Messico da metà agosto a metà settembre 1955. Tra i titoli di lavorazione Adventures of Daniel Boone e Attack on Boonesboro. I brani della colonna sonora Dan'l Boone, Stand Firm in the Faith e Long Green Valley furono composti da Hal Levy (parole) e Albert C. Gannaway (musica).

## Distribuzione
Il film fu distribuito con il titolo Daniel Boone, Trail Blazer negli Stati Uniti dal 5 ottobre 1956 al cinema dalla Republic Pictures.
Altre distribuzioni:
- in Svezia il 27 gennaio 1958 (Fasornas land)
- in Finlandia il 31 ottobre 1958 (Daniel Boone - seikkailujen mies) (Verinen intiaani)
- in Danimarca il 22 luglio 1959 (Stifinder på krigsstien)
- in Brasile (Daniel Boone, O Selvagem)
- in Spagna (Daniel Boone, juicio de fuego)
- in Grecia (Tha spaso ta desma sas!)
- in Italia (La lunga valle verde)

## Promozione
Le tagline sono:
- FLAMING ACTION! ROARING EXCITEMENT!
- Thrill to the daring exploits of the bold pioneer who blazed the Wilderness Road...and had to fight his Red brother to bring peace to the new frontier!